# Caisse des Dépôts et Consignations
Caisse des Dépôts et Consignations (Фонд депозитов и консигнаций) — французское государственное финансовое учреждение, созданное в 1816 году и входящее в число правительственных учреждений, находящихся под контролем парламента. Часто описываемое как «инвестиционная рука» французского государства, оно определяется во французском валютно-финансовом кодексе как общественная группа, служащая общественным интересам и долгосрочный инвестор. На конец 2020 года контролировало 1847 компаний во Франции и других странах, крупнейшей из них является почтово-банковская служба La Poste.

## Направления деятельности
В соответствии с французским валютно-финансовым кодексом Caisse des Dépôts et Consignations выполняет задачи, представляющие общественный интерес, в поддержку политики, проводимой государственными и местными органами власти. Фонд направляет развитие контролируемых предприятий в соответствии со своими приоритетами. Его основные функции:
- Управление сберегательными фондами (Livret A, Livret LDDS и Livret LED) и финансирование строительства социального жилья через эти фонды (на конец 2020 года баланс 313 млрд евро)[3];
- Управление пенсионными планами (4,1 млн пенсионеров и 9,7 млн вкладчиков)[3];
- Управление государственными органами (европейские фонды, регистр парниковых газов);
- Банковское управление французской системой правосудия (приём платы за услуги нотариусов, судебных издержек, хранение замороженных активов, спящих вкладов, невостребованных полисов страхования жизни)[3];
- Инвестиции в развитие транспортной и информационной инфраструктуры, возобновляемой энергетики, подготовка к Олимпийским играм 2024 в Париже[3];
- Поддержка университетов в их проектах и обеспечение финансирования их автономии;
- Финансирование развития ТПЭ (очень малого бизнеса, микрокредитования) и малых и средних предприятий (МСП) через BpiFrance;
- Содействие научным исследованиям (I4CE, Novethic) и финансирование устойчивого развития;
- Развитие территорий наряду с местными органами власти (13 региональных отделений в стране и за рубежом);
- Долгосрочный институциональный инвестор;

## Дочерние компании
Основные дочерние компании с долей владения CDC на конец 2020 года:
- Общественный Инвестиционный Банк
  - Bpifrance (CDC 49,29 %, государство 49,2 %,): инвестиции в акции компаний и финансирование малого и среднего бизнеса
- Почтовые и банковские сети
  - La Poste (CDC 66 %, государство 34 %): банковские и почтовые услуги
  - SFIL (CDC 99,99 %, государство 1 акция): местные банковские услуги
- Недвижимость:
  - CDC habitat (100 %): социальная недвижимость
  - Icade (39 %): недвижимость

- Услуги:
  - Transdev (66 %): транспорт
  - Coentreprise de Transport d’Electricité (29,9 %): транспорт
  - Egis 75 % строительная инженерия
  - Rte (29,9 %): оператор передачи данных
  - Compagnie des Alpes (40 %): отдых и проживание

## Международное присутствие
Независимо от присутствия дочерних компаний, Caisse des Dépôts group обеспечивает институциональное присутствие на международном уровне. Caisse des Dépôts развивает двусторонние и многосторонние отношения с партнерскими институтами, которые позволяют поощрять долгосрочные инвестиции и развивать инвестиционные проекты во Франции и за рубежом, особенно в проектах, связанных с энергетикой.

## Деятельность в Европе
Европейский уровень приобретает важнейшее значение для Caisse des Dépôts group с учётом влияния Европейского Союза на инвестиции и Францию.

### Стимулирование долгосрочных инвестиций
После финансового кризиса 2007—08 годов Caisse des Dépôts, наряду с другими государственными финансовыми институтами Европейского Союза, предприняла продвижение конкретной модели управления активами с долгосрочным перспективами. В 2009 году Caisse des Dépots, Cassa Depositi e Prestiti Европейский инвестиционный банк и Kreditanstalt für Wiederaufbau (KfW) создали клуб долгосрочных инвесторов (Long Term Investors Club). Сегодня клуб долгосрочных инвесторов объединяет 18 финансовых институтов и институциональных инвесторов, в основном из стран G20, совокупный баланс которых составляет 5,4 трлн долларов США. Также в 2011 году Caisse des Dépôts и другие инвесторы провели национальный саммит по долгосрочным инвестициям во Франции. По итогам саммита был подготовлен доклад, который одобрили в финансовом истеблишменте. Это привело к созданию целевой группы Парижской фондовой биржи по долгосрочным инвестициям под руководством бывшего финансового директора страховой компании AXA Жерара де ла Мартиньера. По-прежнему активно действующая сегодня целевая группа занимается продвижением модели долгосрочных инвестиций в Европейский Союз.
После публикации «Зеленого листа» Европейской комиссии по долгосрочному финансированию экономики в июле 2013 года Caisse des Dépôts вместе с европейскими членами клуба долгосрочных инвесторов стала соучредителем Европейской ассоциации долгосрочных инвесторов, объединяющей 27 европейских долгосрочных финансовых институтов с совокупным балансом 2,45 трлн евро.

### Участник государственных инвестиций в Европе
- Фонд Маргариты

Caisse des Dépôts — один из инвесторов Фонда Маргариты, который объединяет взносы государственных учреждений (CDC, KfW, CdP и других) для осуществления инвестиций в Европе.
- Участие в инвестиционном плане для Европы, запущенном комиссией Юнкера (2014—2019 годы)

Будучи национальным институтом развития Европейского Союза, Caisse des Dépôts сотрудничает с Европейским инвестиционным банком и Европейской комиссией в осуществлении инвестиционного плана Европейской комиссии для Европы. Таким образом, Caisse des Dépôts обязалась предоставить 8 млрд евро в виде кредитов, акционерного капитала и гарантий проектам, финансируемым Европейским фондом стратегических инвестиций (EFSI), что повысит кредитный потенциал Фонда. Кроме того, Caisse des Dépôts вносит свой вклад в Европейский инвестиционный консультативный центр (EIAH) и предоставляет модель консультационных услуг в рамках EIB.

### Деятельность в мире
Caisse des Dépôts поддерживает двусторонние и многосторонние отношения. Эти партнерские отношения, исторически развернутые с партнерами в Магрибе и других бывших колониях Франции в Африке, также развивались с учреждениями и государственными банками в Китае и Бразилии. В 2011 году совместно с марокканской CDG Caisse des Dépôts организовала Глобальный форум Caisse des Dépôts, который продвигает долгосрочные инвестиционные и государственные модели финансирования экономического и социального развития. Форум организует проводимое раз в два года совещание, последняя сессия которого состоялась в Тунисе в апреле 2015 года.
Caisse des Dépôts является инвестором фонда Inframed, созданного в 2010 году совместно с другими государственными учреждениями Средиземноморья. Inframed рассчитан на инвестиции в размере 385 млн евро в проекты развития инфраструктуры.

### Финансовые показатели
Активы на конец 2020 года составили 1,015 трлн евро (годом ранее 180,6 млрд), доля гособлигаций в активах невелика — 39,5 млрд евро (31,3 млрд евро Франции и 5,5 млрд евро Японии). Наиболее крупными составляющими пассивов являются принятые депозитные вклады (310 млрд евро) и выпущенные ценные бумаги (128,5 млрд евро). Чистый банковский доход — 34,5 млрд евро, чистая прибыль — 410 млн евро. Число сотрудников — 352,3 тысячи (включая 248,9 тысяч сотрудников La Poste Groupe).

### Подразделения
- Caisse des Dépôts division — выручка 1,26 млрд евро, активы 164,6 млрд евро.
- Bpifrance — выручка 1,29 млрд евро, активы 94,3 млрд евро.
- La Poste — выручка 25,8 млрд евро, активы 752 млрд евро.
- SFIL group — выручка 0,113 млрд евро, активы 75,6 млрд евро.
- Недвижимость и туризм — выручка 0,822 млрд евро, активы 13,7 млрд евро.
- Инфраструктура и транспорт — выручка 6,5 млрд евро, активы 7,2 млрд евро[1].

## История
Caisse des Dépôts et Consignations была создана в 1816 году Луи-Эммануэлем Корветто, министром финансов при короле Людовике XVIII, для защиты государственных фондов, включая пенсионные фонды государственных служащих страны и пенсионные счета. Согласно статье 110 французского закона от 28 апреля 1816 года: «депозиты, грузы и услуги, относящиеся к ордену Почетного легиона, сооружению каналов и пенсионным фондам [ … ], будут управляться специальным органом под названием Caisse des Dépôts et Consignations.» Три постановления от 3 июля 1816 года определили основные направления деятельности нового органа: товары; добровольные вклады физических лиц или государственных органов и фонды юридических профессий; пенсионные фонды: с 1853 года Caisse des Dépôts управляет пенсионными фондами государственных служащих. Другие виды деятельности включают в себя выплату компенсаций поселенцам Санто-Доминго (1825), управление Compagnie des quatre canaux (строительство каналов), управление счетами Ордена Почетного легиона и финансовые услуги для армии. По закону Caisse des Dépôts использует свои средства главным образом для покупки государственных аннуитетов и, следовательно, вносит свой вклад в финансирование французского государства.
Caisse des Dépôts предоставила свой первый кредит для территориального развития порта Дюнкерк в 1822 году и приобрела, впервые, ценные бумаги, выпущенные Compagnie des quatre canaux. Затем Caisse des Dépôts участвовала в финансировании ключевых этапов развития страны, внося важный вклад в восстановление Франции после Второй мировой войны. В 1996 году в результате слияния Crédit Communal de Belgique и Crédit Local de France была создана компания Dexia.
В 1837 году французский парламент постановил, что средства, собранные местными сберегательными счетами caisses d’Epargne, должны быть централизованы и использоваться Caisse des Dépôts. Это положение было распространено и на Livret A от La Poste во время создания Caisse nationale d’Epargne в 1881 году.
Caisse des Dépôts управляет Пенсионным фондом госслужащих с 1816 года и первым Пенсионным фондом по старости (французская аббревиатура CRV) с 1850 года, который расширил сферу социальной защиты на гораздо более широкую часть общества.
В 1868 году были созданы два фонда, Национальный фонд страхования на случай смерти (CNAD) и Национальный фонд страхования на случай несчастных случаев (CNAA), которые также управлялись Caisse des Dépôts. Они были объединены в 1959 году в CNP Assurances. Частично приватизированная в 1998 году, CNP Assurances в 2013 году стала компанией номер один по личному страхованию во Франции.
С 1850 года Caisse des Dépôts инвестировала в новые железнодорожные компании. Закон о финансах 1931 года разрешил Caisse des Dépôts инвестировать приток средств в сберегательные фонды в корпоративные акции и облигации.
В 1889 году правительство Франции приобрело разрозненные частные телефонные сети через «вклад» Caisse des Dépôts в казну. В конце 1930-х годов кредиты, предоставленные государственным органом местным властям, позволили создать национальную телефонную сеть. В настоящее время Caisse des Dépôts инвестирует в быструю и сверхбыструю широкополосную инфраструктуру во Франции. В 2000 году Caisse des Dépôts было поручено создать программу Кибербазы, целью которой было развертывание цифровых общественных пространств на всей территории Франции для поощрения развития использования Интернета и новых информационных технологий. С 2003 года компания инвестирует в распространение цифровых рабочих пространств (ENT), которые предлагают цифровые услуги образовательным учреждениям (школам и университетам).
С 1890 года, в соответствии с поручением государства, Caisse des Dépôts получает средства, депонированные физическими лицами у нотариусов (особенно во время сделок с наследством или недвижимостью). Впоследствии задачи организации расширились на хранение средств администраторов и законных представителей, судебных приставов и т. д. Кроме того, Caisse des Dépôts было поручено управление новыми учреждениями, такими как Фонд социального сплочения, который способен гарантировать кредиты физическим или юридическим лицам, а также предоставляет кредиты искателям работы или получателям социальных минимумов, создающим свою собственную компанию. С 1816 года, в соответствии со своей ролью доверенной третьей стороны, Caisse des Dépôts роль, которая заключается в хранении сумм, по поводу которых все ещё существуют юридические споры или разногласия. С 2014 года компания развивает это направления доверительного управляющего и кредитора от имени третьих лиц, а также управляет Персональным учебным счетом (CPF), спящими счетами и Программой инвестиций на будущее.
Caisse des Dépôts предоставила из собственных средств свои первые займы на социальное жилье в 1905 году. В 1908 году французское государство поручило ему управление жилищными кредитами, и закон от 26 февраля 1921 года разрешил ссуды на сберегательные фонды для дешёвого жилья (HBM). Закон 1928 года, известный как «Loi Loucheur», усилил роль Caisse des Dépôts с помощью крупномасштабной программы: 200 тысяс недорогих домов и 80 тысяч домов средней стоимости. Роль финансирования социального жилья, была усилена после Второй мировой войны путем внедрения различных систем централизации сбережений.
С 1954 года было создано несколько дочерних предприятий: SCIC, операции с недвижимостью, в 1954 году (стала Icade в 2003 году), Scet в 1955 году, для предоставления услуг местным полугосударственным компаниям в области территориального планирования, VVF в 1958 году, специализирующаяся в сфере социального и семейного туризма и, наконец, Scetauroute в 1970 году, в индустрии автомагистралей. С тех пор развитие услуг расширилось до сектора общественного транспорта для пассажиров, Transdev в 1990 году, до инженерной инфраструктуры с Egis в 1998 году (через слияние Scetauroute и других инженерных дочерних компаний) и, наконец, до бизнеса по эксплуатации лыжных и развлекательных парков с Compagnie des Alpes в 1989 году. В 2004 году Caisse des Dépôts приобрела все акции Société Nationale Immobilière (SNI), которая стала социальным арендодателем номер один во Франции.
С 1960 года государственный орган был децентрализован в 25 региональных управлений, которые реализуют стратегию группы на местах. С января 2016 года в соответствии с территориальной реформой 2015 года действует 13 региональных управлений.
В 1966 году Caisse des Dépôts создала Société Forestière (Лесное общество). С 2000 года она проводит различные исследования по изучению климата (CDC Climat и Novethic). В 2005 году Caisse des Dépôts стояла за созданием Европейского углеродного фонда и внедрением национального регистра квот на выбросы парниковых газов. В 2008 году Caisse des Dépôts учредила «компенсационный фонд биоразнообразия» через свою специализированную дочернюю компанию CDC Biodiversité.
В марте 2020 года произошло слияние почтового банка La Banque postale со страховой компанией CNP Assurances. Прежний крупнейший акционер CNP Assurances, Caisse des Dépôts et Consignations, обменял свою долю в компании (41 %) на увеличение доли в почтовой группе La Poste до 66 % (остальные принадлежат государству напрямую). Активы Caisse des Dépôts в результате выросли со 180 млрд евро до более 1 трлн евро.

## Управление

### Наблюдательный комитет
Наблюдательный комитет осуществляет надзор, в частности, за стратегической политикой, управлением сберегательными фондами и подготовкой финансовой отчетности (заверенной обязательными аудиторами). Наблюдательный комитет состоит из членов Парламентского финансового комитета, членов Государственного совета и Счетной палаты, Управляющего Банка Франции (Центрального банка), директора Французского казначейства и трех членов, назначаемых председателями Национального собрания и Сената за их финансовый или экономический опыт. Комитет создал четыре специализированных консультативных комитета для оказания ему помощи в его работе: Комитет по сберегательным фондам, Комитет по аудиту и рискам, Инвестиционный комитет и Комитет по назначениям. Наблюдательный комитет устанавливает годовой максимальный лимит выпуска долговых инструментов Caisse des Dépôts.

### Генеральный исполнительный директор
Генеральный исполнительный директор отвечает за управление средствами и активами учреждения, и ему помогают как Комитет по управлению Caisse des Dépôts, так и Комитет по управлению Группой, которые он возглавляет. Главный исполнительный директор Caisse des Dépôts, назначаемый на пятилетний срок указом Президента Франции, приносит присягу перед Наблюдательным комитетом. Эрик Ломбар занимал пост генерального директора компании в 2017—2024 годах.